# Газотермічне напилення

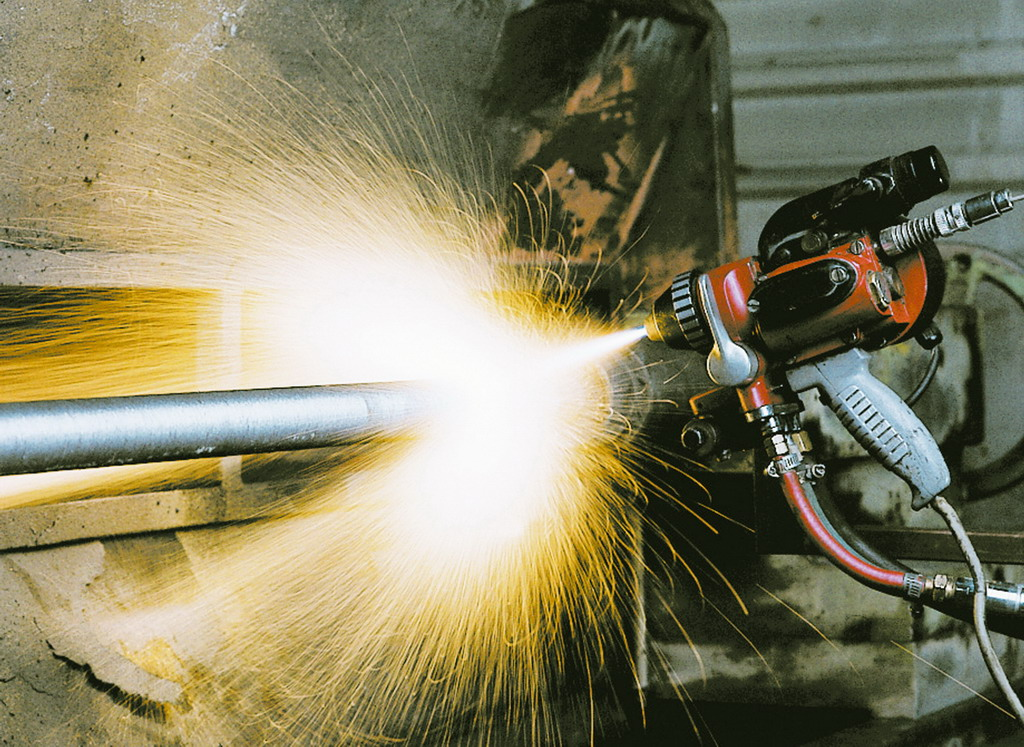
Газополуменеве напилювання

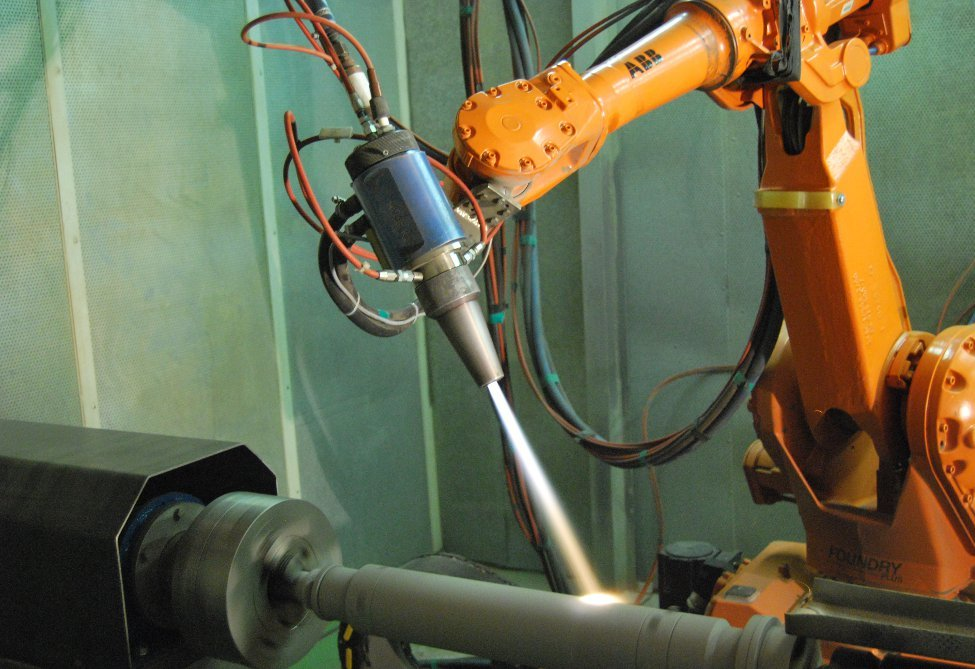
Високошвидкісне газополуменеве напилювання антикорозійного покриття

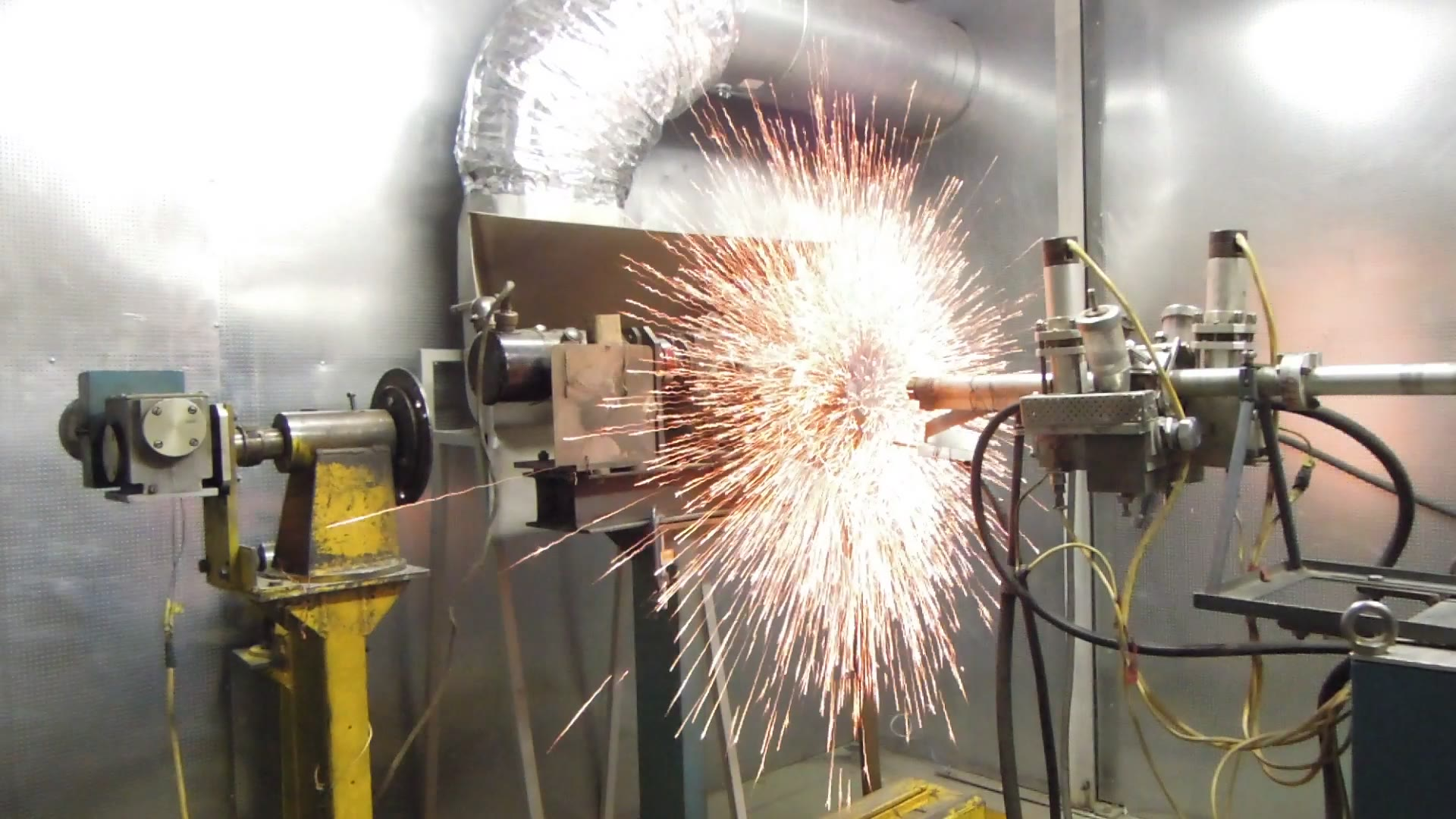
Детонаційне напилювання

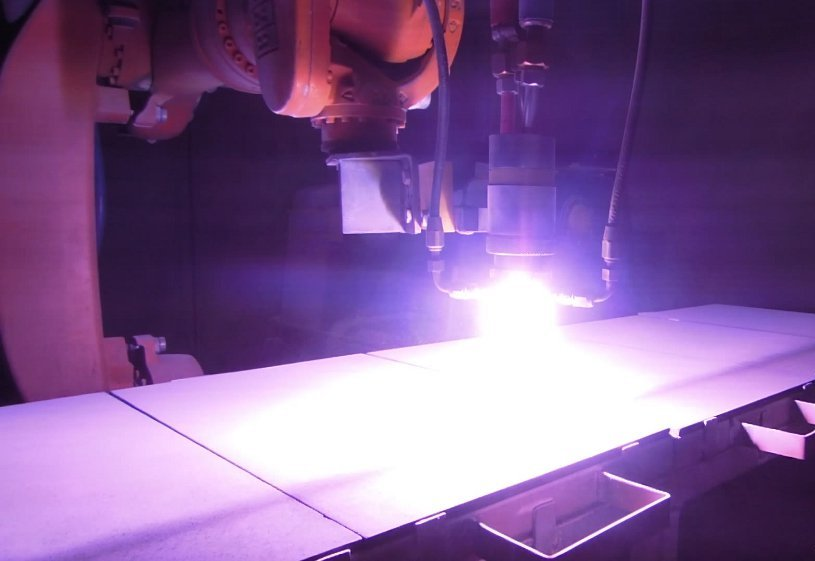
Плазмове напилення

Газотермі́чне напи́лення (англ. Thermal Spraying) — одержання покриття із нагрітих та прискорених частинок напилюваного матеріалу із застосуванням високотемпературного газового струменя, в результаті зіткнення яких з основою або напиленим матеріалом відбувається їх з'єднання за рахунок зварювання, адгезії та механічного зчеплення.

## Історична довідка
Винахідником даного методу нанесення покриттів вважається швейцарський винахідник доктор Макс Ульріх Шооп (нім. Max Ulrich Schoop, 1870–1956). Розпилюючи свинець за допомогою стаціонарної тигельної установки він отримував покриття на різних матеріалах. Варто відзначити, що на відміну від сучасних методів, де для переносу використовуються в основному гази, перша установка Шоопа переносила рідкий свинець за допомогою водяної пари. На основі його технології в Цюриху в 1909 році був відкритий завод по металізації. У цьому ж році У. Шооп зареєстрував перший «метод отримання щільних металевих шарів» (патент DE № 258505 і патент СН № 49278). Він описує спосіб перенесення «дрібнодисперсного металу під тиском на підкладку» для отримання шару з міді, срібла, олова, цинку, алюмінію та інших сплавів практично на будь-яких підкладках, наприклад, з металу, дерева, скла, паперу, текстильної тканини, глини або гіпсу. У 1913 році Ульріх Шооп удосконалив і запатентував конструкцію газополуменевого розпилювача, де матеріал для розпилення подавався в полум'я газового пальника у вигляді дроту. У 1918 році він із співробітниками розробив конструкцію електродугового розпилювача, що дозволяв ефективно наносити покриття з різних металів. Основні матеріали — цинк та алюміній як покриття використовувались ним для захисту від корозії переносного моста на каналі Дортмунд—Емс, воріт шлюзів тощо. Завдяки значимому внеску в початковий розвиток технологій, методи нанесення газотермічних покриттів шляхом розпилення стали назвали шоопуванням, по імені винахідника технології. У 1921 році Ульріх Шооп запатентував технологію металопорошкового газополуменевого напилення.
В Україні розробленням та запровадженням технологій газотермічного напилення займається Інститут електрозварювання імені Євгена Патона НАН України (вчені Борисов Б.С., Коржик В.М.)

## Види газотермічного напилення
Під загальною назвою «газотермічне напилювання» (ГТН) об'єднують такі методи:
- газополуменеве напилювання — газотермічне напилювання, під час якого використовується струмінь продуктів згорання суміші газів, які спалюються за допомогою пальника[1];
- високошвидкісне (надзвукове) газополуменеве напилювання (HVOF — англ. High velocity oxygen fuel — високошвидкісний киснево-паливний метод) — одна з технологій газотермічного напилювання захисних покриттів, при якій порошковий матеріал наноситься на підкладку на високій (зазвичай до 3 швидкостей звуку);
- детонаційне напилювання — газотермічне напилювання, під час якого використовується струмінь продуктів детонації[1];
- плазмове напилювання — газотермічне напилювання, під час якого використовується струмінь електронів, іонів та нейтральних атомів газу, з якого утворюється плазма[1], різновидами якого можна вважати:
  - плазмово-дугове напилювання — плазмове напилювання, під час якого плазмовий струмінь створюється за допомогою електричної дуги[1];
  - надзвукове плазмове напилювання — плазмово-дугове напилювання, під час якого плазмовий струмінь витікає з надзвуковою швидкістю[1];
- напилювання з оплавленням — метод газотермічного напилювання, що дозволяє отримати щільні зносостійкі корозійностійкі покриття з високою адгезією;
- електродугове напилювання — газотермічне напилювання, під час якого нагрівання та плавлення напилюваного металу у вигляді дроту, стрижня або стрічки здійснюється електричною дугою, а диспергування струменем стисненого газу, звичайно повітря[1];
  - активована електродугова металізація — метод електродугового напилювання, що базується на плавленні дротів електричною дугою і розпилюванні розплавленого металу високошвидкісним струменем продуктів згорання пропано-повітряної суміші.

## Застосування
Зазвичай ГТН застосовують для створення на поверхні деталей та обладнання функціональних покриттів — зносостійких, корозійно-стійких, антифрикційних, протизадирних, теплостійких, термобар'єрних, електроізоляційних, електропровідних тощо. Матеріалами для напилення служать порошки, шнури і дроти з металів, металокераміки і кераміки.
Деякі з методів газотермічного напилення є альтернативою методам гальванічної, хіміко-термічної обробки металів, плакування, інші — методам фарбування чи нанесенням полімерних покриттів. Поширеним застосуванням ГТН є ремонт і відновлення деталей та обладнання. За допомогою напилення можна відновити від десятків мікрон до декількох міліметрів за товщиною на поверхні металу.
Особливостями технології є:
- можливість нанесення покриттів з різних матеріалів (практично будь-який плавкий матеріал, що можна подати у вигляді порошку або дроту);
- відсутність перемішування матеріалу основи і матеріалу покриття;
- незначне (не більше 150 °С) нагрівання поверхні при нанесенні покриття;
- можливість нанесення декількох шарів, кожен з яких несе свою функцію.